# Dessauer SV 97
Ne pas confondre avec le SV Dessau 05, un autre club de la localité
Maillots
Le Dessauer SV 97 est un club sportif allemand localisé à Dessau dans le Land de Saxe-Anhalt.
Outre le football, ce club de plus de 400 membres, comporte plusieurs sections dont le badminton, le bowling, la gymnastique, la marche, le triathlon, ou encore le volley-ball...
Le cercle fut fondé à la suite de la faillite du club précédent, le Dessauer Spielvereinigung von 1898 qui exista de 1898 à 1997.

## Histoire
Le club fut fondé le 30 mars 1898 sous la dénomination Dessauer FC 1898. En 1900, le club fut un des fondateurs de la Verband Mitteldeutscher Ballspielvereine (VMBV). Par après, le cercle fut renommé Dessauer SV 1898.
Le club évolua dans les ligues régionales de la Verband Mitteldeutscher Ballspiel-Vereine. En 1941, le Dessauer SV 1898 accéda à la Gauliga Mitte, une des seize ligues créées sur ordre des Nazis dès leur arrivée au pouvoir en 1933. À cette occasion, le cercle retrouva son rival local du SV Dessau 05.
En 1945, le club fut dissous par les Alliés, comme tous les clubs et associations allemands (voir Directive n°23).
Dessau comme toute la Saxe-Anhalt se retrouvèrent en zone soviétique puis en RDA à partir de 1949.
Le Dessauer SV 1898 fut reconstitué en 1946 sous l’appellation SG Dessau-West. Il connut l’existence de toutes les équipes d’Allemagne de l’Est et changea de nom et de structure selon les humeurs des autorités communistes.
Renommé BSG Dessau-West, en 1947, le cercle fut rebaptisé plusieurs fois à partir de 1951: Stahl Dessau, Motor Nordwest Dessau, Motor Polysius Dessau ou encore ZAB Dessau.
En 1955, Motor Polysius Dessau monta en Bezirksliga Halle (niveau 3 de la Deutscher Fussball Verband (DFV), la fédération est-allemande) et y resta jusqu’en 1959.
Le club ne monta jamais en DDR-Liga, au contraire, en 1959, le ZAB Dessau régressa dans la hiérarchie.
Après la réunification allemande, en 1990, le club redevint un organisme civil. Il fut renommé Dessauer SV ZAB. En 1997, le club fut déclaré en faillite. Un cercle fut alors immédiatement reconstitué sous la dénomination de Dessauer SV 97. Celui-ci poursuit la tradition du "Dessauer SV 98".